# Guru Guru
Guru Guru – niemiecki zespół muzyczny wykonujący krautrock, muzykę psychodeliczną, jazz-rock i space rock z elementami muzyki eksperymentalnej; utwory były uzupełnione długimi improwizacjami.

## Historia
Zespół zrodził się z tria Guru Guru Groove, w którym występowali członkowie pierwszego, oficjalnego składu Guru Guru. Byli to perkusista Mani Neumeier (ur. w 1940 roku w Monachium), basista Uli Trepte oraz recytujący na scenie teksty Hans Sachs. Neumeier i Trepte wykonywali wówczas jazzowe improwizacje, które mieli okazje już grać gdy razem występowali w szwajcarskim freejazzowym trio Irene Schweitzer Trio, którego liderem była pianistka Irene Schweitzer.
Debiut Guru Guru nastąpił w sierpniu 1968 roku na festiwalu w Heidelbergu. Niecały rok później nastąpiła pierwsza zmiana składu (odszedł Sachs), która rozpoczęła lawinę przetasowań personalnych w grupie. W ciągu całej kariery, przez zespół przewinęło się ponad 20 muzyków. Jego liderem jest niezmiennie od początku istnienia formacji – Mani Neumeier.
Neumeier i Trepte zdecydowali się na pozyskanie do współpracy gitarzysty. W ciągu roku, przez zespół przewinęło się ich kilku –do momentu kiedy do grupy dołączył Ax Genrich z Agitation Free. W ten sposób wykrystalizował się jeden z najbardziej znanych składów Guru Guru. Genrich umożliwił grupie granie dużo cięższej muzyki. A jego zamiłowanie do eksperymentalnych dźwięków i pirotechniki spowodowało, że znalazł wspólny język z Neumeierem i Trepte.
Pod wpływem fanów, zespół zarejestrował materiał na swoją debiutancką płytę zatytułowaną UFO wydaną w 1970 roku nakładem specjalizującą się w muzyce awangardowej, wytwórni Ohr. Muzyka na płycie to niezwykła psychodeliczno-narkotyczna mieszanka ciężkiego gitarowego space rocka. Całość ocierała się o chaos i robiła wrażenie całkowitej improwizacji wypełnionej niezliczonymi efektami, pogłosami i sprzężeniami. Czuć również halucygenną otoczkę i obecność narkotyków, chociażby w tekstach i tytułach utworów, np. Der LSD Marsch.
Zespół w tym czasie udzielał się też politycznie i reprezentował Niemiecki Socjalistyczny Związek Studentów, czego wyrazem były quasi-polityczne wystąpienia w czasie jego koncertów. Jednocześnie członkowie grupy żyli wraz z członkami ekipy technicznej oraz groupies – w hipisowskiej komunie.
Rok później formacja wydała swój drugi album zatytułowany Hinten – ze śmiałą jak na tamte czasy okładką, a tuż przed odejściem Trepte – światło dzienne ujrzał kolejny album Guru Guru pod tytułem Kanguru. Obydwa krążki były rozwinięciem stylu znanego z UFO. Jednakże muzyka zespołu była od tego momentu bardziej uporządkowana i pozbawiona elementów chaosu. Jednakże nadal dominowały długie improwizowane kompozycje z często absurdalnymi tekstami i tytułami, np. Bo Diddley. Album Kanguru wydany w 1972 roku rozpoczął współpracę grupy z nowo powstałą wówczas wytwórnią Brain.
Nowym basistą został Bruno Schaab, a na rynku w 1973 roku pojawił się album Guru Guru. Jest to przełomowy moment w historii zespołu ze względu na pojawienie się elementu scenicznego zatytułowanego Der Elektrolurch, wykreowanego przez Neumeiera i Genricha. Jest to wyimaginowane stworzenie, przypominające wyglądem ogromną szarańczę – za którą Neumeier przebierał się podczas występów na żywo.
Po wydaniu tejże płyty odszedł Schaab, zaś na jego miejsce zaangażowano Hansa Hartmana, który miał spore doświadczenie jako muzyk jazzowy. To spowodowało, że również gitarowy styl Genricha uległ tutaj złagodzeniu. I w związku z tym muzyka Guru Guru, zasadniczo zmieniła swój charakter. 
W tym czasie, Neumeier zaczął częściej udzielać się wokalnie, a na muzykę i teksty, wpływ miała w tym czasie również obecność w hipisowskiej komunie zespołu – Indian z plemienia Szoszonów.
Ostateczną zmianą stylu była też kolejna zmiana wytwórni. Od tego momentu wydawcą albumów zespołu była wytwórnia Atlantic Records.
Płyta, która powstała w tym okresie –nosi tytuł Don’t Call Us, We Call You i jest zdecydowanie odmienna od swych poprzedniczek. Muzyka złagodniała i zawierała w sobie elementy jazzu i muzyki etnicznej. Był to jednak ostatni album nagrany z Axem Genrichem, który w pewnym sensie zamykał pierwszy etap działalności zespołu.
Grupa kontynuowała zmianę stylu na bardziej jazzrockowy z elementami rytmów afrykańskich, muzyki latynoskiej i muzyki z Bliskiego Wschodu. Odpowiedzialnym za te zmiany był nowy gitarzysta o perskich korzeniach, a mianowicie Houschang Nejadepour. Jednak po wydaniu Dance Of The Flames w 1974 roku, zmienił go na krótko Conny Veit z zespołu Gila.
W tym okresie Mani Neumeier zaprosił kilku swoich znajomych muzyków do uczestnictwa w projekcie Mani und seine Freunde. Gdzie styl muzyczny nadal obfitował w jazzrockowe kompozycje, jednak dzięki członkom zespołu Cluster, nabrał także cech muzyki ambient.
Kolejna płyta z zupełnie nowymi członkami zespołu, to Tango Fango, której cechą charakterystyczną mogą być funkowe rytmy oraz obecność Rolanda Schaffera – gitarzysty grającego również na saksofonie, który jest obecny w składzie Guru Guru do dziś. Wówczas grupa odnowiła współpracę z wytwórnią Brain. Był to też okres, gdy zespół wystąpił w telewizji (program niemieckiej stacji WDR pod tytułem Rockpalast) oraz w filmie Notwehr. w którym członkowie formacji wcielili się w postaci z hipisowskiej grupy rockowej.
Od tej pory zespół czasem powracał do swoich pierwotnych pomysłów muzycznych, dodając do tego polityczne i pro-ekologiczne teksty. Intensywne trasy koncertowe z ciągle zmieniającymi się składami, zawiodły formację do takich krajów jak Stany Zjednoczone i Japonia, gdzie Guru Guru cieszy się do dziś wielkim szacunkiem. A Neumeier ożenił się z Japonką.
W latach '80, lider grupy poświęcił się karierze solowej i doskonaleniu swojego stylu gry na perkusji. W latach '90 zaś – w muzyce Guru Guru można odnaleźć elementy muzyki elektronicznej.
Obecnie zespół nadal funkcjonuje, nagrywa płyty, wydaje archiwalne zapisy występów na żywo i nadal intensywnie koncertuje. W 2008 roku odbył trasę z formacją Birth Control zatytułowaną Der Elektrolurch Meets Gamma Ray. Mani Neumeier jest jednym z organizatorów corocznego festiwalu muzyki krautrockowej Fikenbach. Ostatnią płytą zespołu był album Doublebind wydany w 2011 roku.

## Dyskografia
Albumy studyjne:
- 1970 UFO
- 1971 Hinten
- 1972 Känguru
- 1973 Guru Guru
- 1973 Don’t Call Us, We Call You
- 1974 Dance Of The Flames
- 1975 Mani und seine Freunde
- 1976 Tango Fango
- 1977 Globetrotter
- 1979 Hey Du!
- 1981 Mani In Germani
- 1983 Mani Neumeiers neue Abenteuer
- 1987 Jungle
- 1993 Shake Well
- 1995 Wah Wah
- 1997 Moshi Moshi
- 2000 2000 Gurus
- 2005 In the Guru Lounge
- 2008 PSY
- 2011 Doublebind

Pozostałe wybrane albumy (koncertowe i kompilacje):
- 1974 Der Elektrolurch(2 LP)
- 1978 Live (2 LP)
- 1988 Guru Guru 88
- 1988 Live 72
- 1996 Mask (limited edition)
- 1999 Live 98 (3 CD)
- 2003 Essen 1970
- 2007 Wiesbaden 1972
- 2009 Live on tour 2008
- 2009 Wiesbaden 1973

## Obecny skład
- Mani Neumeier
- Hans Reffert
- Peter Kühmstedt
- Roland Schaeffer

## Byli członkowie zespołu
- Hans Sachs
- Eddy Naegeli
- Jim Kennedy
- Uli Trepte
- Ax Genrich
- Bruno Schaab
- Hans Hartmann
- Houschaeng Nejadepour
- Conny Veit
- Jogi Karpenkiel
- Josef Jandrisits
- Dieter Bornschlegel
- Ingo Bischof
- Butze Fischer
- Gerald Hartwig
- Heinz Gembus
- Hellmut Hattler
- Phillip Meier
- Tommy Baluff
- Peter Wolbrandt
- Erwin Ditzner
- Barbara Lahr
- Uli Zuefle
- Razem Ruebel
- Luigi Archetti

## Współpracownicy
- Karl Maria von Sinnen
- Ingolf Bergstroem
- Fitti Meier
- Mitzi
- Conny Plank